# آیور کوک
آیور کوک (استونیایی: Aivar Kokk؛ زادهٔ ۱۵ آوریل ۱۹۶۰) سیاستمدار و نماینده مجلس اهل استونی است.